# Enza Sampò
Enza Sampò (Torino, 14 febbraio 1939) è una conduttrice televisiva e giornalista italiana attiva in Rai dal 1957.

## Biografia
Debutta nel 1957 con lo spettacolo televisivo per giovani ragazze Anni verdi, mentre l'anno seguente affianca Febo Conti ne Il circolo dei castori. Assieme a Enzo Tortora conduce i collegamenti esterni della trasmissione itinerante Campanile sera nel 1959. Di queste esperienze ricorda la difficoltà nel trovare l'approvazione del compagno di lavoro nel primo caso, degli abitanti dei paesi dove era inviata nel secondo. Lei è la prima donna che in televisione non si limita a fare la valletta o l'annunciatrice ma ha "diritto di parola".
Presenta il Festival di Sanremo 1960 assieme a Paolo Ferrari. Nel 1964 assieme a Mike Bongiorno conduce Cordialmente. Appare anche nelle prime sequenze del film di Alberto Sordi Scusi, lei è favorevole o contrario? (1966) come intervistatrice. Nei primi anni settanta conduce con Giorgio Vecchietti la trasmissione Paese mio, sorta di viaggio fra le bellezze artistiche italiane, mentre nel 1976 presenta, con Giancarlo Dettori, il varietà Insieme, facendo finta di niente.
La sua notorietà cresce anche grazie alle imitazioni di Alighiero Noschese che insiste molto sul suo modo di parlare non sempre comprensibile. Viene inoltre ingaggiata da un importante marchio di detersivi per una campagna pubblicitaria che si protrae per diversi anni. Nel 1982 è stata la prima conduttrice su Rai 2 del programma pomeridiano per ragazzi Tandem, a cui prende parte Fabrizio Frizzi. Nel 1983 ha condotto il quiz Tivutrenta.
Nello stesso anno su Rai 2 nella fascia di mezzogiorno riprende il programma Cordialmente, già condotto negli anni sessanta. Nella stagione 1984-1985 ha condotto sullo stesso canale e nella stessa fascia orario il programma Che fai, mangi?, sostituito nella stagione successiva da una nuova edizione di Cordialmente. Nel 1987 conduce insieme a Mario Pastore la rubrica Prima edizione, rassegna stampa del mattino di Rai 2. Nel 1988 conduce su Raitre Io confesso, esempio di TV verità che, nonostante i buoni ascolti, non viene riproposto perché ritenuto troppo invasivo, se non addirittura morboso.
Nel 1989 riceve il Premio simpatia, cioè l'Oscar capitolino per la solidarietà. Dal 1990 al 1992 conduce su Rai 2 tre edizioni di Scrupoli. Sempre nel 1992 ha inoltre lavorato con Vittorio De Sisti per la realizzazione del film Un inviato molto speciale, dove ha interpretato la parte di se stessa. Nella stagione 1993/1994 è autrice e conduttrice della trasmissione pomeridiana di Rai 2 I suoi primi quarant'anni, dedicata alla storia della televisione italiana. L'anno successivo, sempre per il secondo canale Rai cura e conduce la rubrica del mattino Fra le righe. Dalla metà degli anni '90 lavora soprattutto dietro le quinte, firmando come autrice la trasmissione In famiglia (1995-2002), ideata da Michele Guardì. Nel 1997 cura e conduce il programmadi seconda serata di Rai 1 Donne al bivio, mentre nelle stagioni 2002/2004 prende parte come autrice ed in seguito anche davanti alle telecamere al programma Casa Raiuno, condotto da Massimo Giletti. Nella stagione 2004-2005 ha condotto Uno mattina insieme a Franco Di Mare, Sonia Grey, Caterina Balivo ed Eleonora Daniele. Dalla stagione successiva passa a Rai 3 dove conduce i programmi Cominciamo Bene Album, dedicato alla storia del costume italiano (2005-2006) e Cominciamo Bene - Indice di gradimento (2006-2008), incentrato sul mondo della tv e della comunicazione. Nella stagione 2009-2010 ritorna a lavorare per la trasmissione Cominciamo bene, curando in video la rubrica di costume Fra le righe, titolo già utilizzato per un suo programma degli anni '90. Nell'autunno del 2010 approda sul canale Arturo, dove conduce in prima serata in occasione del 150° anniversario dell'unità d'Italia, un ciclo di trasmissioni intitolate W l'Italia!!!. Dal 2011 riduce notevolmente le apparizioni in video, limitandosi a rare ospitate. Le ultime apparizione in video risalgono alla stagione 2018/2019 all'interno dei programmi L'ora solare (Tv2000) e Vieni de me (Rai 1). Nonostante non sia mai stata assunta direttamente ma sempre come collaboratrice, è rimasta nell'immaginario collettivo come un volto della Rai, soprattutto di quella televisione garbata e ironica, capace di informare ma anche di rassicurare il pubblico.

### Vita privata
È vedova dello scrittore Ottavio Jemma e ha tre figli.

## Programmi televisivi
- Anni Verdi (Programma Nazionale, 1957)
- Il circolo dei castori (Programma Nazionale, 1958)
- Campanile sera (Programma Nazionale, 1959-1962)
- Un giorno, una storia (Rai)
- Festival di Sanremo (Programma Nazionale, 1960)
- Ho trovato per voi... (Programma Nazionale, 1963)
- Quindici minuti con... (Secondo Programma, 1965)
- Cordialmente (Secondo Programma, 1964-1969; Rai 2, 1985-1986)
- Spazio (Programma Nazionale, 1970-1973)
- Lanterna magica (Programma Nazionale, 1970)
- I persuasori animati (Programma Nazionale, 1971)
- ...e ti dirò chi sei (Programma Nazionale, 1971)
- Capolavori da salvare (Programma Nazionale, 1971)
- Paese mio (Programma Nazionale, 1972)
- Scena contro scena (Rete 1, 1976-1977)
- Indagine conoscitiva (Rete 1, 1976)
- Insieme, facendo finta di niente (Rete 1, 1976)
- Tandem (Rete 2, 1982)
- TivùTrenta (Rai 1, 1983)
- Che fai, mangi? (Rai 2, 1984-1985)
- Io confesso (Rai 3, 1988)
- Prima edizione (Rai 2, 1987-1989)
- Sta arrivando la bufera (Rai 2, 1989)
- La mia guerra (Rai, 1990)
- Scrupoli (Rai 2, 1990-1992)
- Scrupoli senza Scrupoli - Col favore delle tenebre (Rai 2, 1993)
- I suoi primi 40 anni (Rai 2, 1993-1994)
- Tempo di tv - RAI 1954-1993. La televisione racconta l'Italia (Rai 1, 1993)
- Fra le righe (Rai 2, 1995)
- Mattina in famiglia (Rai 2, 1995-2002) - Autrice
- Donne al bivio (Rai 1, 1997)
- La grande occasione (Rai 3, 2001) - Autrice
- Casa Raiuno (Rai 1, 2002-2004) - Autrice
- Unomattina (Rai 1, 2004-2005)
- Cominciamo bene - Album (Rai 3, 2005-2006)
- Cominciamo bene - Indice di gradimento (Rai 3, 2006-2008)
- Cominciamo bene (Rai 3, 2009 - 2010)
- Viva l’Italia!!! (Arturo, 2010)

## Programmi radiofonici
- Le piace il classico? (Secondo, 1968-1969)
- Dalla vostra parte (Secondo, 1973-1975)
- In diretta da Via Asiago (RadioUno, 1976)

## Pubblicità
Enza Sampò partecipò ad alcune serie della rubrica pubblicitaria televisiva Carosello:
- Biscottini Maggiora (1960-1961 con Natale Peretti)
- Macchine per cucire Singer (1965-1967, nel 1965 e 1966 con Ugo Bologna)
- Biancheria Bassetti (1972-1974, nel 1973 con Tom Felleghy)

È stata inoltre storica testimonial pubblicitaria per:
- Dixan (1979-1990)